# 히다오사카역
히다오사카역(일본어: 飛騨小坂駅)은 일본 기후현 게로시에 있는 도카이 여객철도 다카야마 본선의 역이다. 섬식 승강장 1면 2선의 구조를 지닌 지상역이다.

## 타는 곳
| 1     | ■ 다카야마 본선 | 상행 | 게로 · 기후 방면       |
| 2 · 3 | ■ 다카야마 본선 | 하행 | 다카야마 · 도야마 방면 |

## 역 주변
- 히다오사카 사이클링 로드
- 히다 강
- 국도 제41호선

## 인접 정차역
| 도카이 여객철도 다카야마 본선 | 도카이 여객철도 다카야마 본선 | 도카이 여객철도 다카야마 본선   |
| ----------------------------- | ----------------------------- | ------------------------------- |
| 히다하기와라 기후 방면        | ■ 보통                        | 구구노 다카야마 · 이노타니 방면 |
| 히다미야다 기후 방면          | ■ 보통                        | 나기사 다카야마 · 이노타니 방면 |